# Clariana de Cardener
Clariana de Cardener és un municipi de la comarca del Solsonès i, alhora, una de les 4 entitats de població o pobles que hi ha al municipi.
| Entitat de població  | Habitants (2023) |
| Sant Just i Joval    | 66               |
| Clariana de Cardener | 51               |
| Hortoneda            | 31               |
| Sant Ponç            | 13               |
| Font: Idescat        |                  |

## Geografia
- Llista de topònims de Clariana de Cardener (Orografia: muntanyes, serres, collades, indrets..; hidrografia: rius, fonts...; edificis: cases, masies, esglésies, etc)

### Situació i límits

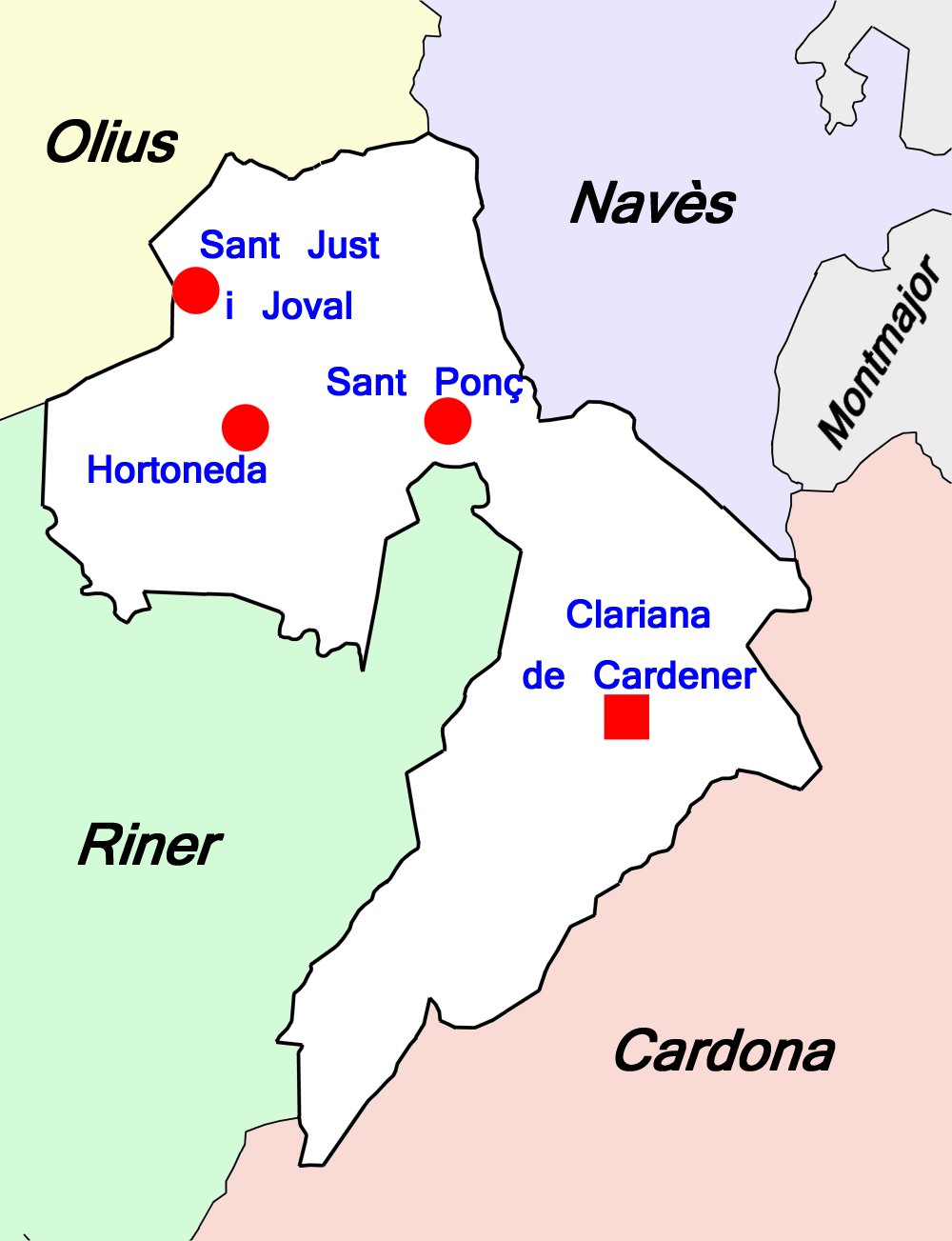
Mapa del municipi de Clariana de Cardener amb les seves entitats de població i els municipis limítrofs

El municipi de Clariana de Cardener està situat a la banda de llevant de la part central de la comarca del Solsonès, al límit amb el Bages. Els límits del terme municipal són:
- Al quadrant nord-oest, Olius
- Al quadrant nord-est, Navès
- Al quadrant sud-est, Cardona
- Al quadrant sud-oest, Riner

### Orografia

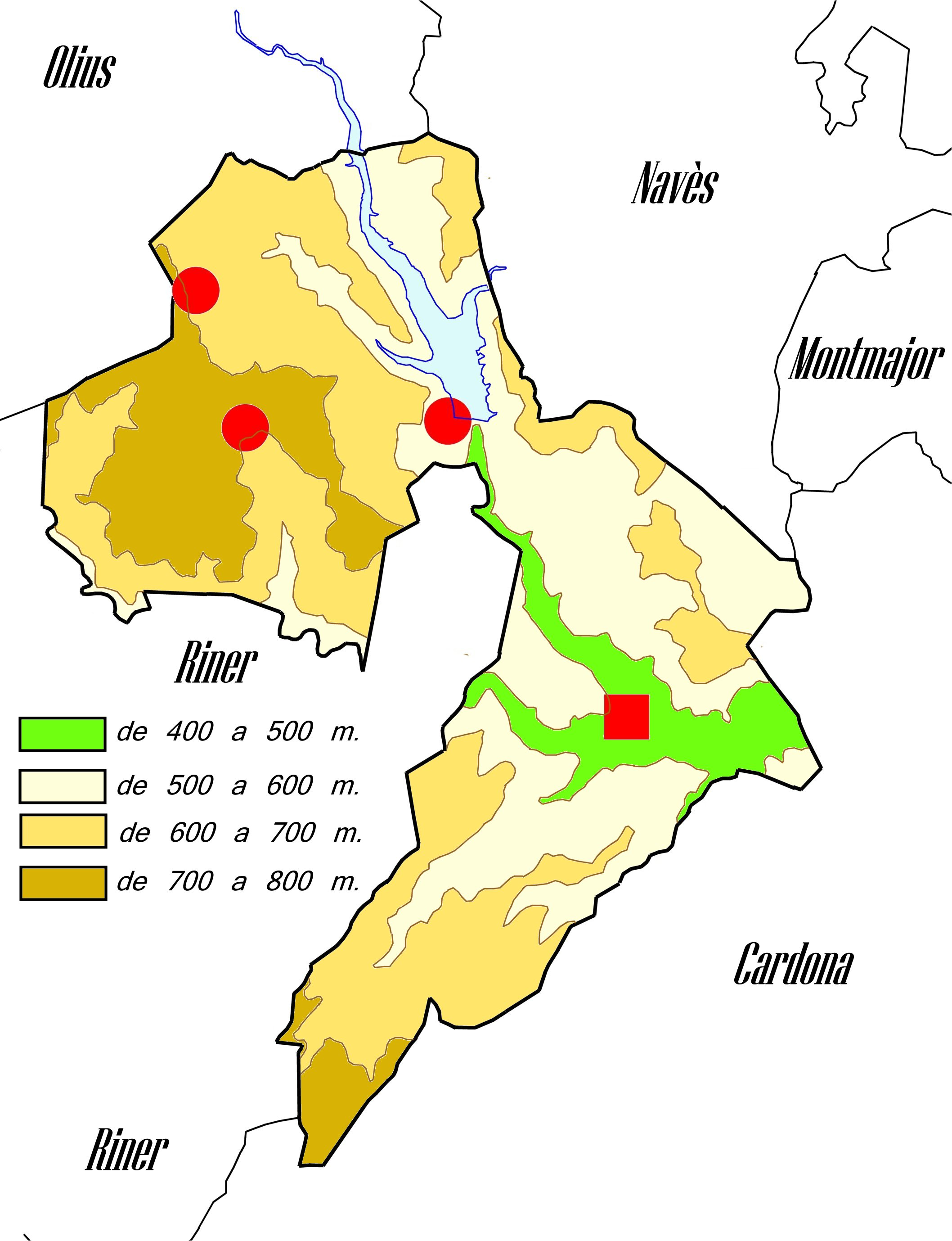
Mapa orogràfic del municipi

La meitat oriental del terme municipal és travessada pel riu Cardener i el riu Negre els quals han entallat unes valls força profundes. És a causa d'això que la major part d'aquesta banda
no supera els 600 m d'altitud. La banda de llevant i l'extrem sud del municipi, per contra, formen part de l'altiplà del Solsonès amb altituds compreses entre els 600 i els 768,8 m., la cota més alta del terme que s'assoleix al sector del Pla de la Creu de Dalt a Hortoneda
Al Nomenclàtor oficial de toponímia major de Catalunya hi consten els següents accidents orogràfics:
- Serralades: Serra de Bàlius, Serra de Montner, Serra del Rèvol, Serrat de l'Isidre, Serrat del Llop, Serrat del Moro.
- Cims: Turó del Monestir
- Plans: Pla de Golferics, Pla de la Creu de Dalt, Pla de la Guàrdia, Pla de l'Àliga, Pla del Llamp

### Hidrografia

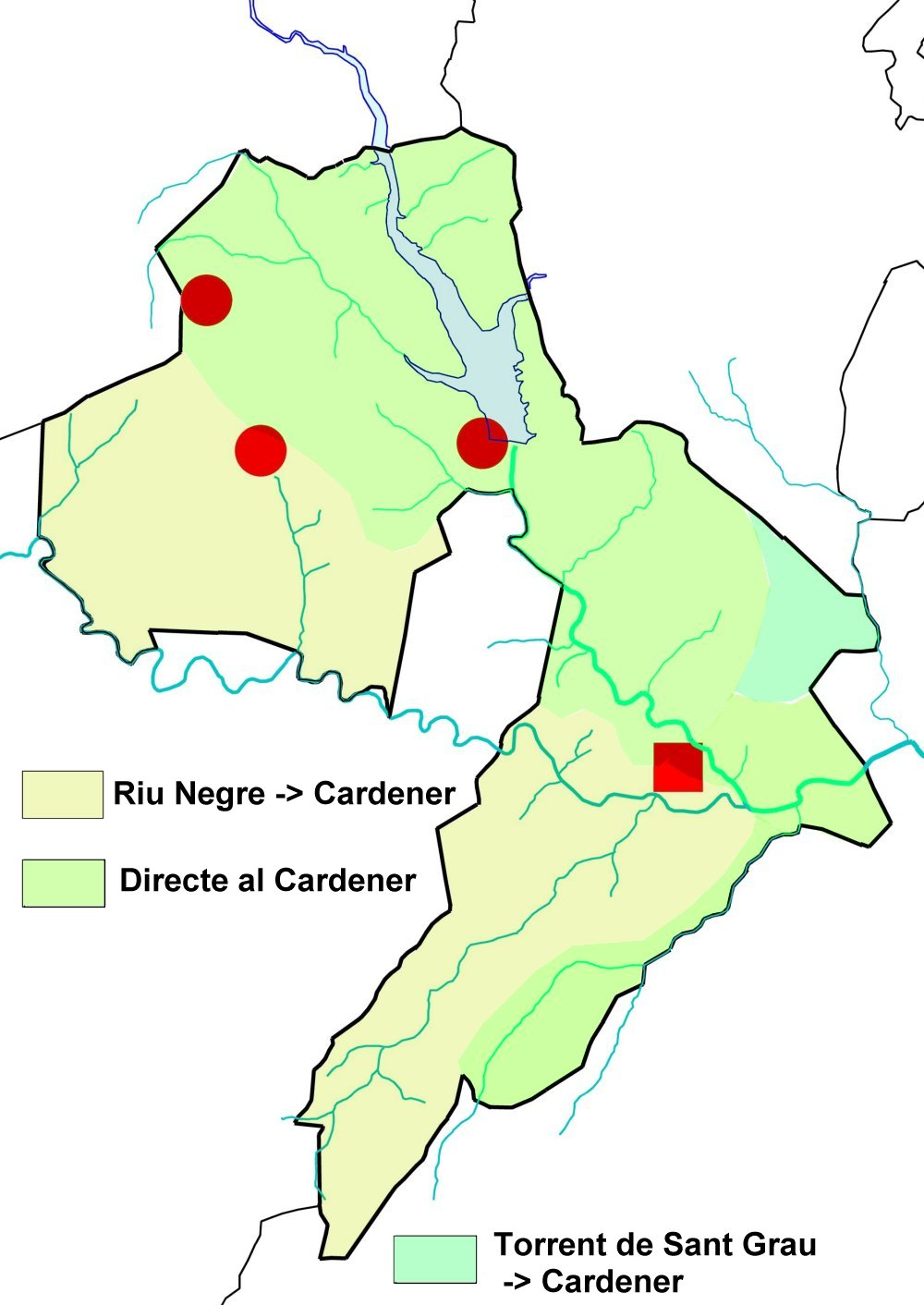
Mapa hidrogràfic del municipi

El terme municipal està solcat, bé en la totalitat del seu curs o bé en un tram d'aquest, per 149 corrents fluvials la longitud total dels quals suma 107,2 km. Tots ells pertanyen a la conca del Cardener per bé que aquesta es pot dividir en tres subconques: la xarxa de corrents fluvials que aboquen directament les seves aigües al Cardener, bé com a subsidiaris de 1r nivell, bé com a tributaris d'aquests; la xarxa que ho fan com a tributaris del Riu Negre i la xarxa dels que ho fan com a tributaris del Torrent de Sant Grau.
El Cardener, que entra al terme municipal pel nord i en surt per l'est és el corrent fluvial més important del municipi. El solca al llarg de 10,4 km, 1,2 km. fent frontera amb el terme de Riner i els 9,2 restant per l'interior del terme. D'aquests, 3,3 km. corresponen al Pantà de Sant Ponç que n'ocupa una extensió d'1,2 km² (el 85% de la seva superfície total). A aquesta subconca hi pertanyen 66 dels 149 cursos fluvials del terme i la seva longitud total és de 55,6 km. A banda del ja citat Cardener els principals cursos d'aquesta subconca són el Torrent d'Albereda i el seu tributari el Barranc del Reguer, la Rasa Perpètua, la Rasa de Font Salada, la Rasa de Sant Miquel, la Rasa de la Flauta i la Rasa del Rèvol amb el seu tributari la Rasa del Rovelló.
El segon curs en importància és el Riu Negre que travessa la banda meridional del terme de ponent a llevant en diversos trams (alguns dels quals fan de frontera amb el terme de Riner) que sumen un total de 7,5 km. A aquesta subconca s'hi troben un total de 73 cursos fluvials la longitud total dels quals suma 46,6 km. D'ells, a més a més del Riu Negre, cal fer esment de la Rasa de Bullons, la Rasa de la Cabra, la Rasa de l'Estelroig i la Rasa d'Anglerill amb el seu tributari la Rasa de l'Obac.
La subconca del Torrent de Sant Grau ocupa una petita extensió a l'extrem més oriental del terme que és solcada per 10 corrents fluvials amb una longitud total de poc més de 5 km. D'ells, a banda del ja citat Torrent de Sant Grau que al llarg de 642 metres marca el límit amb el terme municipal de Cardona, cal fer esment de la Rasa de Cal Soldat.

### Demografia
| 1497 f | 1515 f | 1553 f | 1717 | 1787 | 1857 | 1877 | 1887 | 1900 | 1910 |
| ------ | ------ | ------ | ---- | ---- | ---- | ---- | ---- | ---- | ---- |
| 24     | 29     | 32     | 235  | 314  | 573  | 389  | 383  | 329  | 324  |

| 1920 | 1930 | 1940 | 1950 | 1960 | 1970 | 1981 | 1990 | 1992 | 1994 |
| ---- | ---- | ---- | ---- | ---- | ---- | ---- | ---- | ---- | ---- |
| 275  | 347  | 362  | 345  | 321  | 263  | 186  | 158  | 142  | 142  |

| 1996 | 1998 | 2000 | 2002 | 2004 | 2006 | 2008 | 2010 | 2012 | 2014 |
| ---- | ---- | ---- | ---- | ---- | ---- | ---- | ---- | ---- | ---- |
| 148  | 148  | 145  | 148  | 153  | 146  | 147  | 150  | 142  | 140  |

| 2016 | 2018 | 2020 | 2022 | 2024 | 2026 | 2028 | 2030 | 2032 | 2034 |
| ---- | ---- | ---- | ---- | ---- | ---- | ---- | ---- | ---- | ---- |
| 141  | 147  | 161  | 162  | 161  | -    | -    | -    | -    | -    |

### Evolució demogràfica del poble
| Evolució demogràfica |            |            |            |                   |                   |                   |       |
| Any                  | Nucli urbà | Nucli urbà | Nucli urbà | Poblament dispers | Poblament dispers | Poblament dispers | Total |
| Any                  | Homes      | Dones      | Total      | Homes             | Dones             | Total             | Total |
| 2000                 | 0          | 0          | 0          | 22                | 21                | 43                | 43    |
| 2001                 | 0          | 0          | 0          | 23                | 21                | 44                | 44    |
| 2002                 | 0          | 0          | 0          | 22                | 22                | 44                | 44    |
| 2003                 | 0          | 0          | 0          | 24                | 21                | 45                | 45    |
| 2004                 | 0          | 0          | 0          | 23                | 20                | 43                | 43    |
| 2005                 | 0          | 0          | 0          | 22                | 20                | 42                | 42    |
| 2006                 | 0          | 0          | 0          | 24                | 19                | 43                | 43    |
| 2007                 | 0          | 0          | 0          | 24                | 18                | 42                | 42    |
| 2008                 | 0          | 0          | 0          | 23                | 16                | 39                | 39    |
| Font: INE            |            |            |            |                   |                   |                   |       |